# ヒュブラ・ヘラエア
ヒュブラ・ヘラエアまたはヒュブラ・ヘラ（ギリシア語：Ὕβλα Ἡραία、Ὕβλα Ἥρα）はシケリア（シチリア）の古代都市で、現在の行政区分ではラグーザ県ラグーザのラグーザ・イブラ地区に該当する。古代のシケリアには少なくとも3つ（おそらくは5つ）のヒュブラと呼ばれる都市があったが、このために混乱があり、時には区別が非常に困難な場合もある。

## 歴史
ヒュブラ・ヘラエアは東ローマ帝国の地理学者ステファヌス（en）によってヒュブラ・マジョールとヒュブラ・マイノールとの区別のために、ヘラもしくはヘラエア（Ἥρα、Ἡραία）のあだ名が付け加えられたものである。シケリアの「ヒュブラ」と呼ばれる街の中で、ヒュブラ・ヘラエアは最も古代の情報が少ない。ギリシアの旅行家パウサニアス（115年頃 - 180年頃）はヒュブラ・マジョールとヒュブラ・ミノールの区別はしているが、ヒュブラ・ヘラエアに関しては言及しておらず、古代の他の地理学者も同様である。しかし旅程表には、シュラクサイとアグリゲントゥム（現在のアグリジェント）の間にヒュブラと言う街があり、これは明らかにヒュブラ・マジョールでもヒュブラ・マイノールでもない（また、メガラ・ヒュブラエアでもヒュブラ・ゲレアティスでもない）。アントニンスの旅程表（ポイティンガー図）によると、このヒュブラはアクラエ（現在のパラッツォーロ・アクレイデ）から18マイルとなっている。ローマの政治家キケロ（紀元前106年 - 紀元前43年）の文章の中でシキリア属州の「ヘラ」と呼ばれている街はヒュブラ・ヘラエアのことと思われる。

## 参考資料
- この記事には現在パブリックドメインである次の出版物からのテキストが含まれている: Smith, William, ed. (1854–1857). Dictionary of Greek and Roman Geography. London: John Murray. {{cite encyclopedia}}: |title=は必須です。 (説明)